# Valeyres-sous-Ursins
Valeyres-sous-Ursins är en ort och kommun i distriktet Jura-Nord vaudois i kantonen Vaud, Schweiz. Kommunen har 237 invånare (2023).